# Pedro de Corbeil
Pedro de Corbeil (falecido em 3 de junho de 1222), nascido em Corbeil-Essonnes, França, foi um pregador e canonista da Catedral de Notre-Dame de Paris, filósofo escolástico e professor de teologia da Universidade de Paris, a partir de 1189. Ele é lembrado em grande parte porque foi professor do estudante aristocrático italiano Lotário de Conti, que tornou-se papa como Inocêncio III. 
Em 1198, Inocêncio o nomeou para as cargos de prebendário e arquidiácono da Catedral de Iorque, Inglaterra, um cargo rendoso que exigia pouco trabalho. No ano seguinte, Inocêncio nomeou seu antigo mestre como bispo de Cambrai, uma diocese imensamente importante com uma jurisdição que incluía a rica região do Flandres. Finalmente, tornou-se arcebispo de Sens em 1200, nomeado por Inocêncio de forma direta, anulando a eleição anterior do cabido e impondo Pedro como arcebispo. 
Porém, seu interesse pela vida intelectual de Paris não diminuiu: em 1210 ele convocou um concílio em Paris, que condenou os amalricanos e proibiu o ensino, seja público ou privado, da Filosofia Natural recentemente redescoberta (a Física e muito provavelmente a Metafísica) de Aristóteles e os comentários recentemente traduzidos sobre Aristóteles de Averróis (nec libri Aristotelis de naturali philosophia nec commenta legantur Parisius publice vel secreto), textos que começavam a revolucionar a abordagem medieval do pensamento lógico. Ao mesmo tempo, o Concílio condenou para a fogueira uma obra de Davi de Dinant que circulava desde o final do século, De Tomis, id est de Divisionibus (chamado popularmente de "Quaternuli"), que propôs que Deus é o assunto que constitui o núcleo mais íntimo das coisas, uma forma de panteísmo.. 
Somente sua obra teológica "Commentarium super psalterium" sobreviveu na atualidade, guardada na Universidade de Oxford.. 